# Розводка

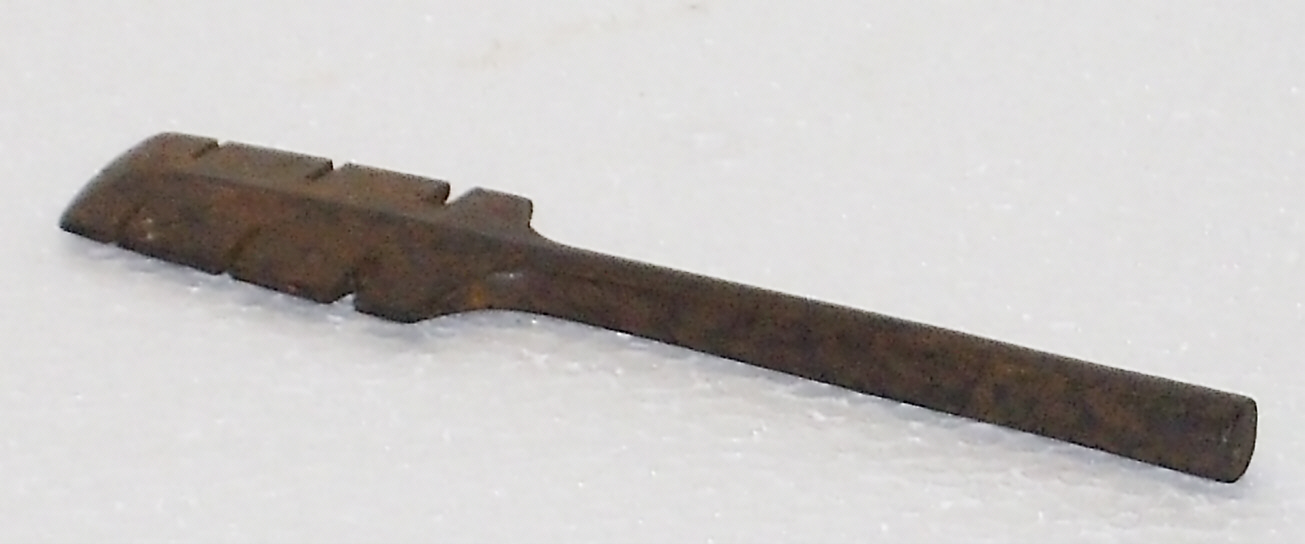
Розводка-пластина

Розво́дка — пристрій для відгинання зубів (розведення, розводки) пилок. Для цієї мети уживають розводки різних конструкцій — від сталевих пластин з прорізами до спеціальних кліщів з обмежником. Розводка є корисним столярським і теслярським інструментом, проте, при деякій вправності розведення проводять плоскогубцями, стамескою і навіть сокирою.

## Види розводок

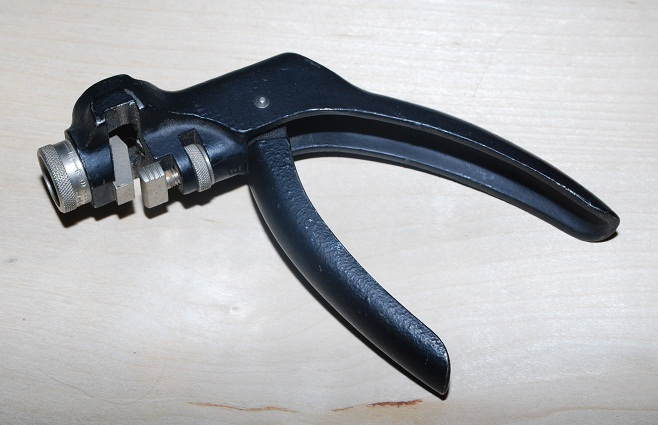
Розводка-щипці

- Розводка у вигляді сталевої пластини — пластина з інструментальної сталі з поперечними прорізами різної глибини, споряджена регулювальним пристроєм. Деякі конструкції передбачають не тільки установлення потрібної ширини розводу, але й уможливлюють налаштувати розводку під товщину полотна. Може бути як з ручкою, так і без неї.
- Разводка у вигляді щипців — щипці (кліщі) зі сталі або легких сплавів з регулювальним гвинтом на зіві (прозорі). Розведення проводять стискуванням ручок.

## Розведення пилки

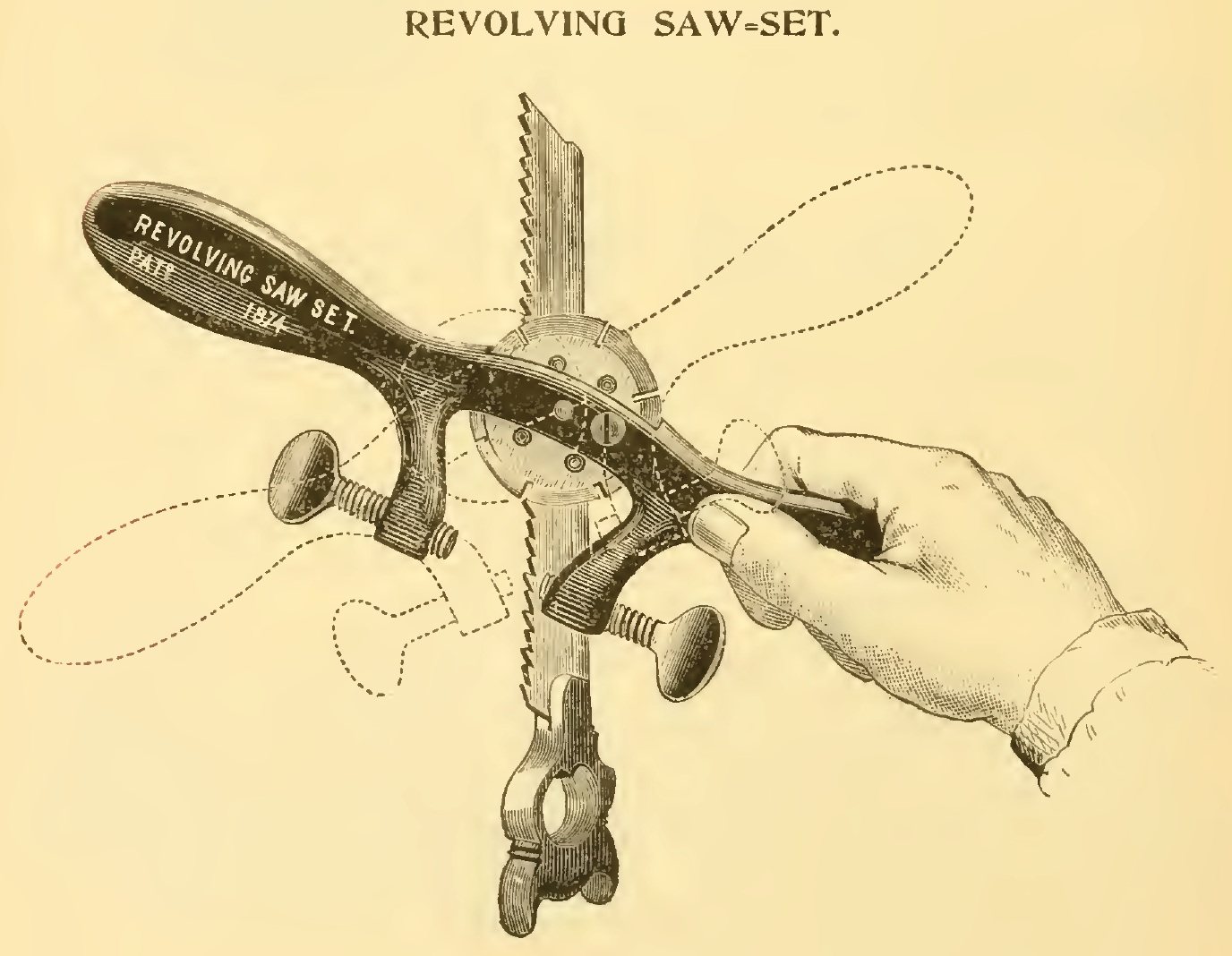
Обертова розводка

Розведення пилки краще проводити до її загострювання. Перед розведенням пилку бажано закріпити у лещатах, затискаюючи полотно поблизу основи зубів. Шириною розводу зоветься поперечна відстань між кінчиками зубів, потрібну ширину встановлюють на розводці. Пилки по дереву розводять на ширину, що не перевищує дві товщини полотна. Для твердої деревини розвід роблять вужчим. Розводку вставляють між зубами і відгинають їх почергово у різні боки на задану ширину. Після перевірюється правильність розводу — зубці повинні бути відігнуті на однакову відстань. Для цього можуть уживатись спеціальні шаблони, але перевіряння також проводять на око — пильно оглядають зубці уздовж полотна. Якщо деякі зуби виступають зі загального ряду, їх виправляють, протягаючи або у лещатах, поставлених на ширину розводу, або між вбитими у дошку на таку ширину цвяхами.
Розведення стрічкових пилок проводять у спеціальних верстатах.

## У культурі
Розводка згадується у поемі О. Т. Твардовського «Василь Тьоркін» (розділ «Два солдати»). Герой виправляє за її допомогою стару пилку.